# 露丝维卡·斯瓦尼·加德
露丝维卡·斯瓦尼·加德（1997年3月26日—），印度女子羽毛球運動員。

## 簡歷
2016年2月，露丝维卡·斯瓦尼·加德代表印度參加在古瓦哈提舉行的南亞運動會羽毛球比賽，奪得女子單打和女子團體金牌。

## 主要比賽成績
只列出曾進入準決賽的國際賽事成績：
| 年份   | 賽事                           | 公開賽級別 | 項目     | 拍檔        | 成績   |
| ------ | ------------------------------ | ---------- | -------- | ----------- | ------ |
| 2014年 | 印度羽毛球國際挑戰賽           | 國際挑戰賽 | 女子單打 | －          | 冠軍   |
| 2015年 | 保加利亞羽毛球國際賽           | 國際挑戰賽 | 女子單打 | －          | 準決賽 |
| 2015年 | 孟加拉羽毛球國際挑戰賽         | 國際挑戰賽 | 女子單打 | －          | 冠軍   |
| 2016年 | 南亞運動會羽毛球比賽           | 其他       | 女子單打 | －          | 金牌   |
| 2016年 | 南亞運動會羽毛球比賽           | 其他       | 女子單打 | －          | 金牌   |
| 2016年 | 優霸盃                         | 其他       | 女子團體 | －          | 季軍   |
| 2016年 | 俄羅斯羽毛球大獎賽             | 大獎賽     | 女子單打 | －          | 冠軍   |
| 2016年 | 印度羽毛球國際系列賽           | 國際系列賽 | 女子單打 | －          | 亞軍   |
| 2017年 | 印度羽毛球國際挑戰賽           | 國際挑戰賽 | 女子單打 | －          | 冠軍   |
| 2018年 | 英聯邦運動會羽毛球比賽         | 其他       | 混合團體 | －          | 金牌   |
| 2019年 | 白俄羅斯羽毛球國際賽           | 國際系列賽 | 女子單打 | －          | 準決賽 |
| 2022年 | 聖但尼羽毛球公開賽             | 國際挑戰賽 | 女子單打 | －          | 準決賽 |
| 2022年 | 馬哈拉施特拉邦羽毛球國際挑戰賽 | 國際挑戰賽 | 女子單打 | －          | 亞軍   |
| 2022年 | 印度羽毛球國際挑戰賽           | 國際挑戰賽 | 女子單打 | －          | 亞軍   |
| 2022年 | 馬來西亞羽毛球國際挑戰賽       | 國際挑戰賽 | 女子單打 | －          | 準決賽 |
| 2023年 | 巴林羽毛球國際挑戰賽           | 國際挑戰賽 | 女子單打 | －          | 準決賽 |
| 2024年 | 南特羽毛球國際挑戰賽           | 國際挑戰賽 | 混合雙打 | 羅漢·卡普爾 | 準決賽 |
| 2024年 | 土耳其羽毛球國際挑戰賽         | 國際挑戰賽 | 混合雙打 | 羅漢·卡普爾 | 亞軍   |
| 2024年 | 印度羽毛球國際挑戰賽           | 國際挑戰賽 | 混合雙打 | 羅漢·卡普爾 | 冠軍   |
| 2024年 | 恰蒂斯加爾邦羽毛球國際挑戰賽   | 國際挑戰賽 | 混合雙打 | 羅漢·卡普爾 | 冠軍   |
| 2024年 | 奧迪沙羽毛球大師賽             | 超級100賽  | 混合雙打 | 羅漢·卡普爾 | 準決賽 |

| 2007-2017年 | 首要超級賽 | 超級賽 | 黃金大獎賽 | 大獎賽 | 國際挑戰賽 | 國際系列賽 | 未來系列賽 | 其他 |

| 2018-2026年 | 總決賽 | 超級1000賽 | 超級750賽 | 超級500賽 | 超級300賽 | 超級100賽 | 國際挑戰賽 | 國際系列賽 | 未來系列賽 | 其他 |